# フランシス・トラヴィス
フランシス・トラヴィス(英:Francis Travis, 1921年7月9日 - 2017年4月28日)は、アメリカ合衆国生まれのスイスの指揮者。

## 経歴
アメリカ、ミシガン州デトロイト生まれ。チューリッヒ大学で、ジュゼッペ・ヴェルディについての論文で音楽学博士号を取得。ヘルマン・シェルヘンに指揮を師事し、後にかれのアシスタントとなる。
その後、2年間バーゼル歌劇場ならびにドイツのトリーア歌劇場の指揮者となり、オランダ、アムステルダムのオランダ国立歌劇場に定期的に客演した。
オペラ指揮者としての活動を中心においており、ロンドンのコヴェント・ガーデン、ミュンヘンのバイエルン国立歌劇場、ブエノスアイレスのテアトロ・コロンなどに客演している。
また、国際現代音楽協会主催の音楽祭において、百曲を超える新作初演を行っている。
25年に渡って、フライブルク音楽大学のオーケストラ指揮科教授を務めており、弟子の中にはダグラス・ボストック、ロベルト・HP・プラッツらがいる。
ミュンヘンにて没。

## 日本での活動
1990年から1995年にかけて、東京に居住し、東京芸術大学音楽学部の指揮科の教員となった。この間、日本の多くのオーケストラ、合唱団に指揮者として客演した。東京を離れた後も、2001年から2006年までの草津国際音楽アカデミー&フェスティバル出演契約を結ぶなど、毎年のように来日していた。

## 録音
彼の録音の中心となっているのはヨアヒム・ラフの作品である。また、エクトル・ベルリオーズやモーリス・ラヴェルも含まれる。
オーボエ奏者、ハインツ・ホリガーと共演した録音も多い。
朝鮮民主主義人民共和国国立交響楽団に客演経験があり、その際に演奏した尹伊桑の室内アンサンブル曲『洛陽』は、日本のレーベル、カメラータ・トウキョウから金炳華指揮、朝鮮国立交響楽団演奏の尹伊桑の交響曲第1番とともに発売された。

## 主要ディスコグラフィ
- Heinz Holliger (1971). Siebengesang (1966/67) : für Oboe, Orchester, Singstimmen und Lautsprecher ; Der magische Tänzer (1963/65) : Versuch eines Ausbruchs für zwei Menschen und zwei Marionetten. Deutsche Grammophon. OCLC 884440909 - 《オーボエ、管弦楽、女声合唱とスピーカーのための７つの歌》のみ
- Hans Henkemans (1960s). Concertos, violin and orchestra. Radio Nederland. OCLC 610226969 - ディック・デ・レウスとの共演
- Camille Saint-Saëns (2000). Suite algérienne La princesse jaune. Chandos. OCLC 45402954